# Майерс, Джон
Джон Майерс (англ. John Miers, 25 августа 1789 — 17 октября 1879) — британский ботаник. Дед минералога Генри Александра Майерса.

## Биография
Получил инженерное образование, интересуясь преимущественно химией и минералогией, и в 1818 году отправился в Аргентину для работы на чилийских месторождениях полезных ископаемых, однако в связи с болезнью жены был вынужден задержаться в Буэнос-Айресе, где и занялся описанием местной флоры, в дальнейшем продолжив аналогичную работу в Чили и Бразилии.

## Научная деятельность
Майерс специализировался на папоротниковидных и на семенных растениях.

## Научные работы
- Travels in Chile and La Plata. 1826.
- Illustrations of South American plants.
- Contributions to the Botany of South America.
- On the Apocynaceae of South America. 1878.